# Xavante
La llengua xavante (també denominada a'uwê, a'uwen o akwén) és una llengua parlada en aproximadament 170 municipis a l'àrea oriental del Mato Grosso, al Brasil.
Durant segles els xavantes i els xerentes van integrar un sol poble, els akwes. Els dos grups van conviure al costat del riu Tocantins fins al 1824, any en què els xavantes van decidir migrar cap a les planes del Rio das Mortes, al Mato Grosso. El motiu era distanciar-se, aïllar-se, dels habitants no indígenes de la zona, fet pel qual se'ls va aplicar l'apel·latiu de sacreqúa («tancats»). A partir de 1940 es va reiniciar el contacte forçós amb el govern brasiler i va començar l'interès privat per les terres on habiten.
L'akwe-xavante no s'ha de confondre amb l'ofaié-xavante (extingida) i l'oti-xavante (aïllada, extingida). Durant la història, diversos pobles de l'interior del Brasil s'han conegut amb el nom de xavante.

## Descripció lingüística
L'idioma xavante compta amb 13 vocals (9 orals i 4 nasals) i 13 consonants, organització gramatical, vocabulari i morfologia.

### Fonètica i fonologia
L'inventari vocàlic de la llengua xavante ve donat per: 
|         | Anterior | Central | Posterior |
| ------- | -------- | ------- | --------- |
| Tancada | i ĩ      | ɨ       | u         |
| Mitjana | e        | ə       | o         |
| Oberta  | ɛ ɛ̃      | a ã     | ɔ ɔ̃       |

Els sons o al·lòfons consonàntics d'aquesta llengua són: 
|            | Labial | Labial | Apical | Apical | Velar | Glotal |
| ---------- | ------ | ------ | ------ | ------ | ----- | ------ |
| Oclusiva   | p      | b      | t      | d      |       | ʔ      |
| Nasal      | m      | m      | n      | n      | ŋ     |        |
| Fricativa  |        |        | s      | z      |       | h      |
| Vibrant    |        |        | ɾ      | ɾ      |       |        |
| Aproximant | w      | w      |        |        |       |        |

McLeod, que va treballar sobre una varietat diferent, a partir dels sons de la llengua xavante analitza les oclusives sonores i les nasals com al·lòfons del mateix fonema i dona el següent quadre de fonemes:
|                 | labial | dental | al.-pal. | vetllar | glotal |
| --------------- | ------ | ------ | -------- | ------- | ------ |
| oclusiva sorda  | / p /  | / t /  | / ʧ /    |         | / ʔ /  |
| oclusiva sonora | / b /  | / d /  | / ʤ /    |         |        |
| no-oclusiva     | / w /  | / ɾ /  |          |         | / h /  |